# Southern Actor
Le Southern Actor est un ancien baleinier renconverti en un navire musée basé à Sandefjord, en Norvège, et appartenant au Hvalfangstmuseet (Musée de la chasse à la baleine). C'est le seul baleinier de l'époque moderne de la chasse à la baleine à être encore dans son état de fonctionnement d'origine.

## Historique
Southern Actor a été construit en 1950 à Smith's Dock Company (en), Middlesbrough en Angleterre, pour la société de chasse à la baleine Christian Salvesen (en) à Leith en Écosse. Beaucoup d'employés de Salvesen étaient norvégiens pour la plupart du comté de Vestfold.

## Préservation
En 1995, Southern Actor a été entièrement restauré, aussi authentiquement que possible par rapport à la façon dont le bateau a été construit à l'origine. Cette même année, il a été déclaré digne d'être préservé par la Riksantikvaren, la direction norvégienne du patrimoine culturel. Southern Actor est en état de marche et peut être affrété pour des excursions. 
Le bateau appartient à la municipalité de Sandefjord et est exploité par les musées de Vestfold en collaboration avec un équipage bénévole.

## Galerie

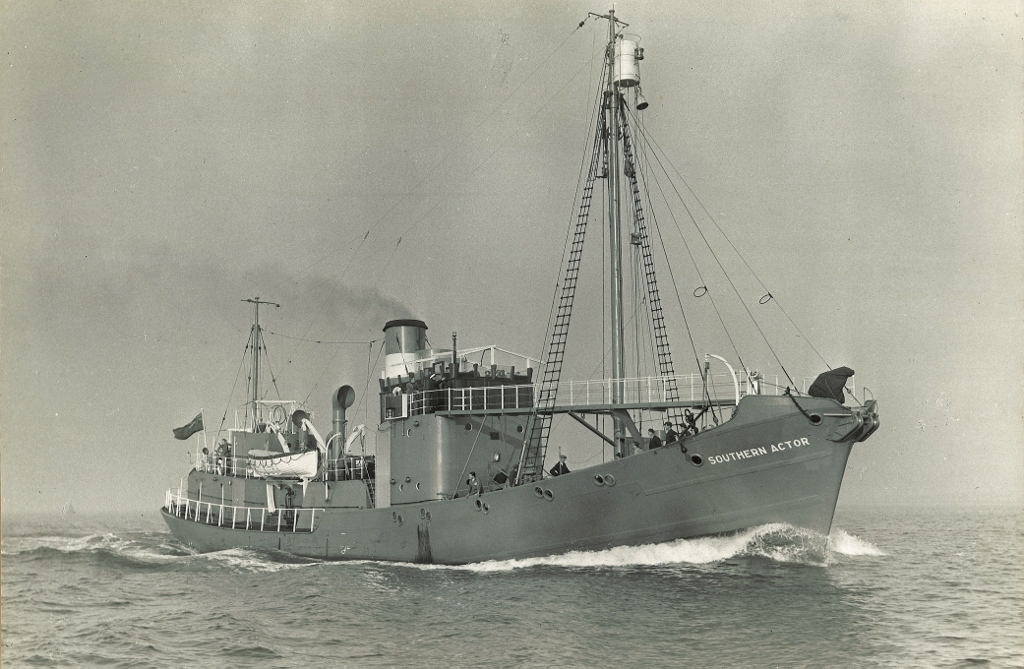
Southern Actor en 1950
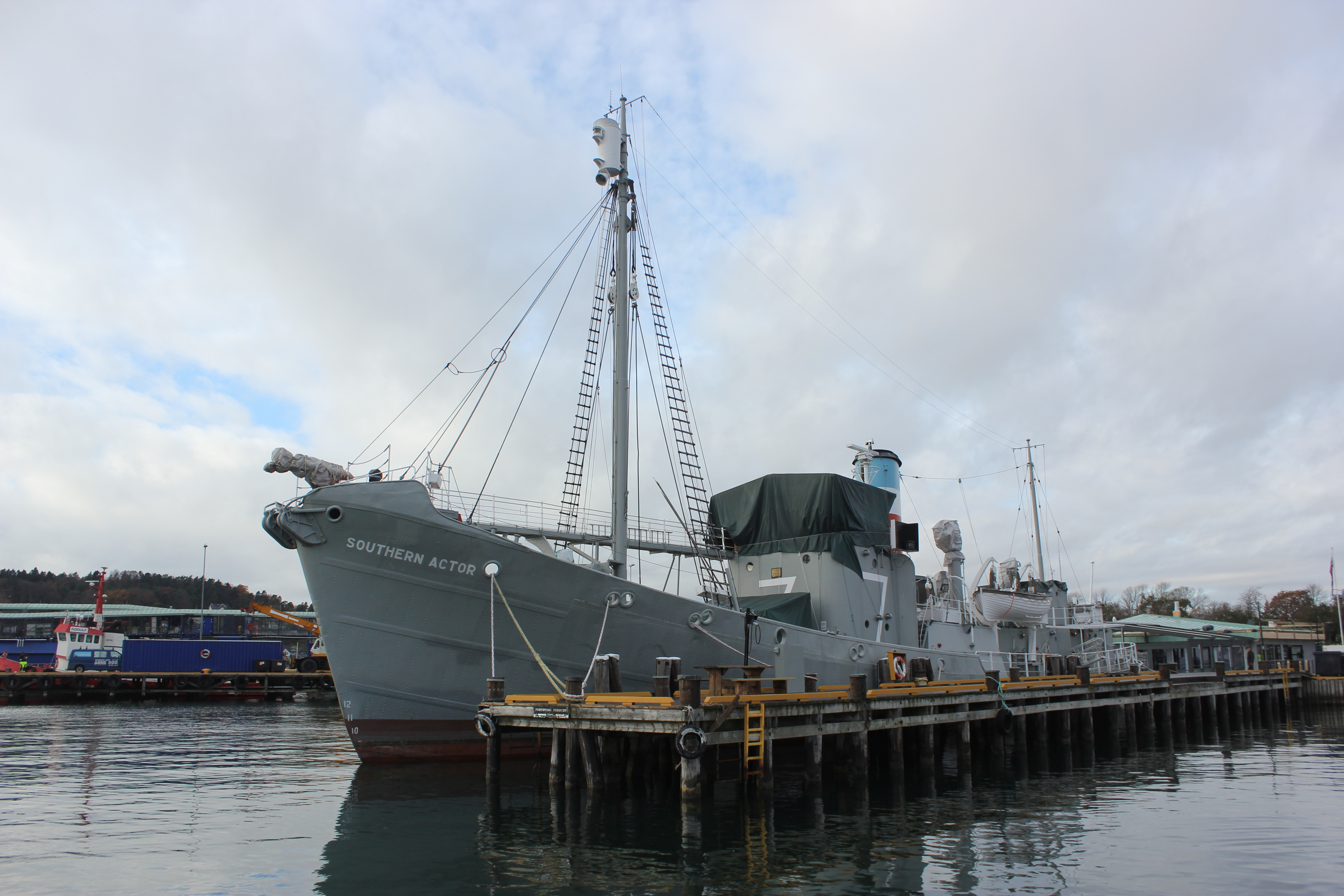
Southern Actor en 2016
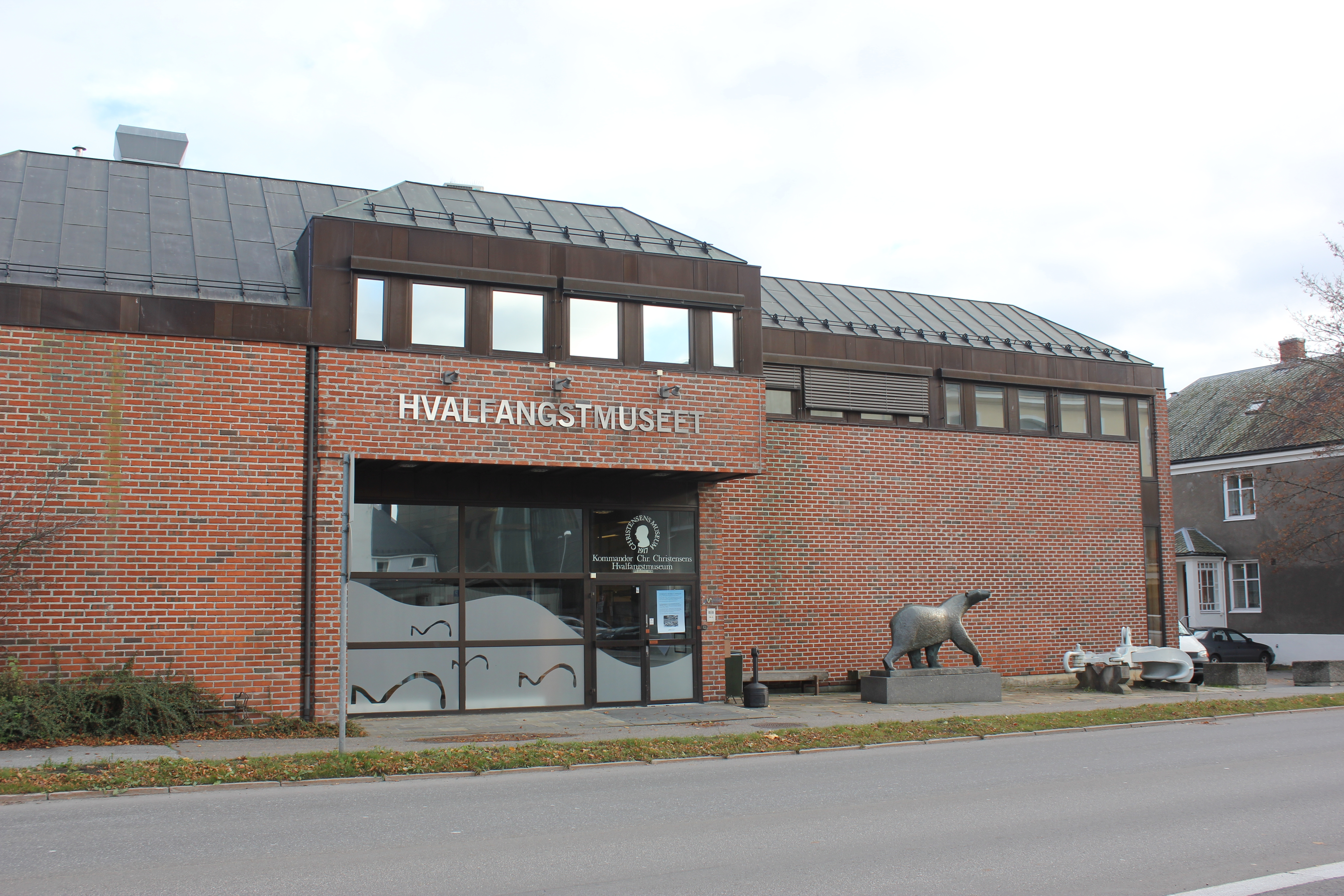
Musée de Sandefjord